# فرودگاه کلوادا مدوو
فرودگاه کلوادا مدوو (به انگلیسی: Calvada Meadows Airport) یک فرودگاه خصوصی است که یک باند فرود آسفالت و شن دارد و طول باند آن ۱۵۸۵ متر است. این فرودگاه در کشور ایالات متحده آمریکا قرار دارد و در ارتفاع ۸۳۱ متری از سطح دریا واقع شده‌است.